# Buta Singh
Pour les articles homonymes, voir Singh.
Buta Singh, né le 21 mars 1934 et mort le 2 janvier 2021, est un politicien indien.

## Source
- (en) Cet article est partiellement ou en totalité issu de l’article de Wikipédia en anglais intitulé « Buta Singh » (voir la liste des auteurs).